# A Última Valsa
A Última Valsa é uma telenovela brasileira produzida e exibida pela TV Globo de 7 de janeiro a 5 de junho de 1969, em 103 capítulos. Substituiu A Gata de Vison e foi substituída por A Ponte dos Suspiros, sendo a 10ª "novela das dez" exibida pela emissora.
Escrita por Glória Magadan, foi dirigida por Daniel Filho e Fábio Sabag.

## Sinopse
Na Áustria, no século XIX, os dramas da vida do Duque de Olemberg (Cláudio Marzo).

## Elenco
| Interprete       | Personagem               |
| ---------------- | ------------------------ |
| Cláudio Marzo    | Duque de Olemberg        |
| Theresa Amayo    | Yolanda                  |
| Norma Blum       | Clara de Olemberg        |
| Glauce Rocha     | Kathy Ambross            |
| Rubens de Falco  | Imperador Francisco José |
| Edson Silva      | Toulouse-Lautrec         |
| Geraldo Del Rey  | Arquiduque Rodolfo       |
| Betty Faria      | Marion                   |
| Joana Fomm       | Jucelina                 |
| Françoise Forton | Luna                     |
| Sônia Ferreira   | Marie                    |
| Paulo Padilha    | Príncipe Ester           |
| Zilka Salaberry  | Lorena                   |

## Curiosidades
Ao final da telenovela, o ator Cláudio Marzo declarou: "Esse Duque de Olemberg é um fracasso!"